# Iberodorcadion vanhoegaerdeni
Iberodorcadion vanhoegaerdeni es una especie de escarabajo longicornio de la subfamilia Lamiinae. Fue descrita científicamente por Breuning en 1956.
Se distribuye por España. Mide 11-15 milímetros de longitud. El período de vuelo ocurre en el mes de junio.